# Новокізганово
Новокізга́ново (рос. Новокизганово, башк. Яңы Киҙгән) — присілок у складі Бураєвського району Башкортостану, Росія. Входить до складу Тазларовської сільської ради.
Населення — 491 особа (2010; 576 у 2002).
Національний склад:
- татари — 52 %
- башкири — 46 %